# Biebergemünd
Biebergemünd é um município da Alemanha, situado no distrito de Main-Kinzig, no estado de Hesse. Tem 78,55 km² de área, e sua população em 2019 foi estimada em 8.288 habitantes.